# Euceraia abnormalis
Euceraia abnormalis är en insektsart som först beskrevs av Bruner, L. 1915.  Euceraia abnormalis ingår i släktet Euceraia och familjen vårtbitare. Inga underarter finns listade i Catalogue of Life.